# NGC 2744
NGC 2744 је спирална галаксија у сазвежђу Рак која се налази на NGC листи објеката дубоког неба.
Деклинација објекта је + 18° 27' 51" а ректасцензија 9h 4m 39,1s. Привидна величина (магнитуда) објекта NGC 2744 износи 13,1 а фотографска магнитуда 13,9. NGC 2744 је још познат и под ознакама UGC 4757, MCG 3-23-31, CGCG 90-65, VV 612, IRAS 09018+1839, PGC 25480.